# Јакубовани (Липтовски Микулаш)
Јакубовани (слч. Jakubovany) насељено је мјесто са административним статусом сеоске општине (слч. obec) у округу Липтовски Микулаш, у Жилинском крају, Словачка Република.

## Становништво
| Година:    | 1994. | 2004.    | 2014.   | 2024.   |
| ---------- | ----- | -------- | ------- | ------- |
| Број људи: | 534   | 425      | 402     | 366     |
| Разлика:   |       | -20,41 % | -5,41 % | -8,95 % |

| Година:    | 2023. | 2024. |
| ---------- | ----- | ----- |
| Број људи: | 366   | 366   |
| Разлика:   |       | +0 %  |

Према подацима о броју становника из 2011. године насеље је имало 390 становника.